# Dieter Graupner
Dieter Graupner (* 29. September 1940 in Dresden; † 4. Mai 2022) war ein deutscher Keramiker, Maler, Bildhauer und Restaurator. Er lebte in Dresden.

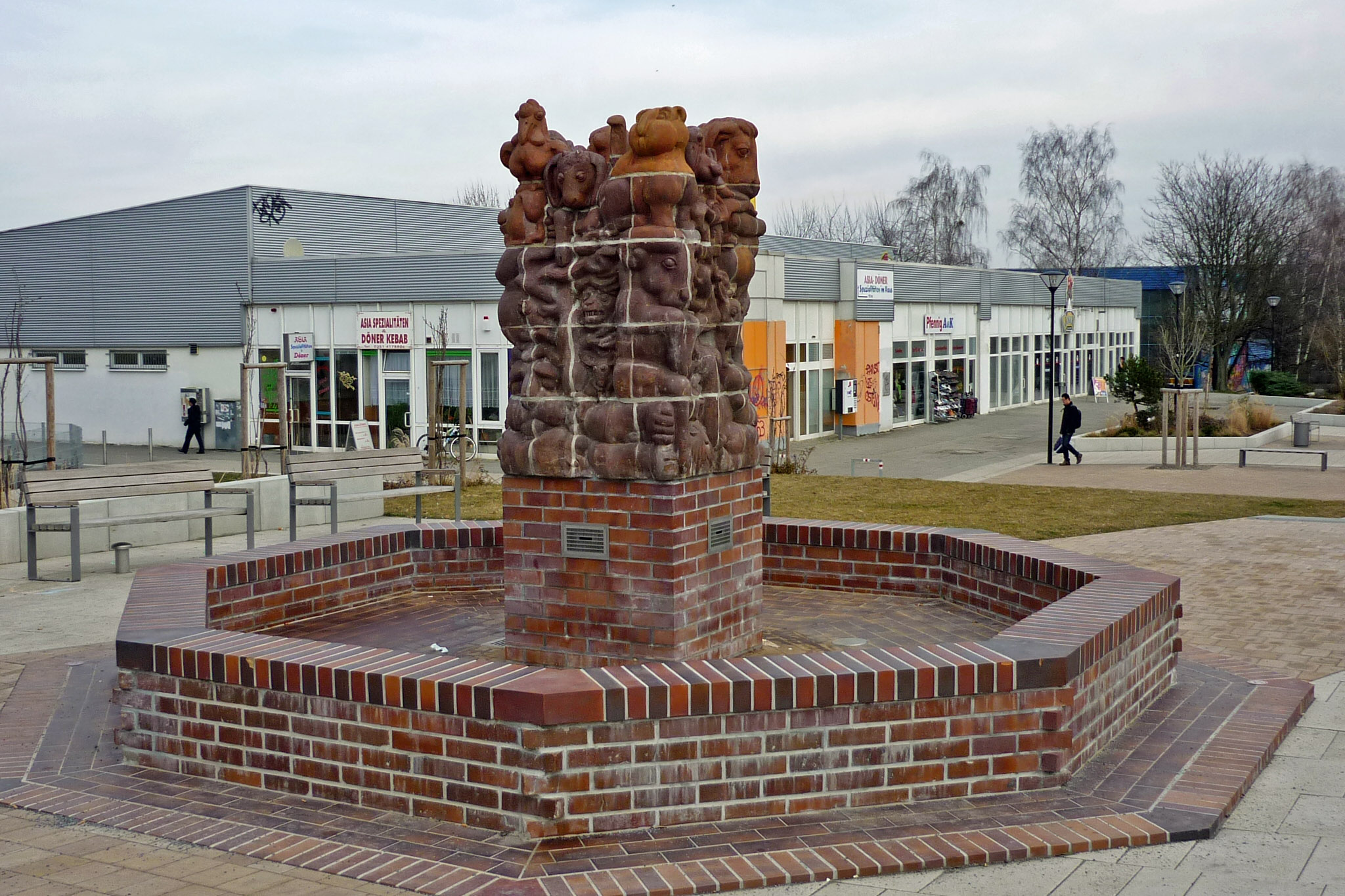
Märchenbrunnen in Dresden-Gorbitz

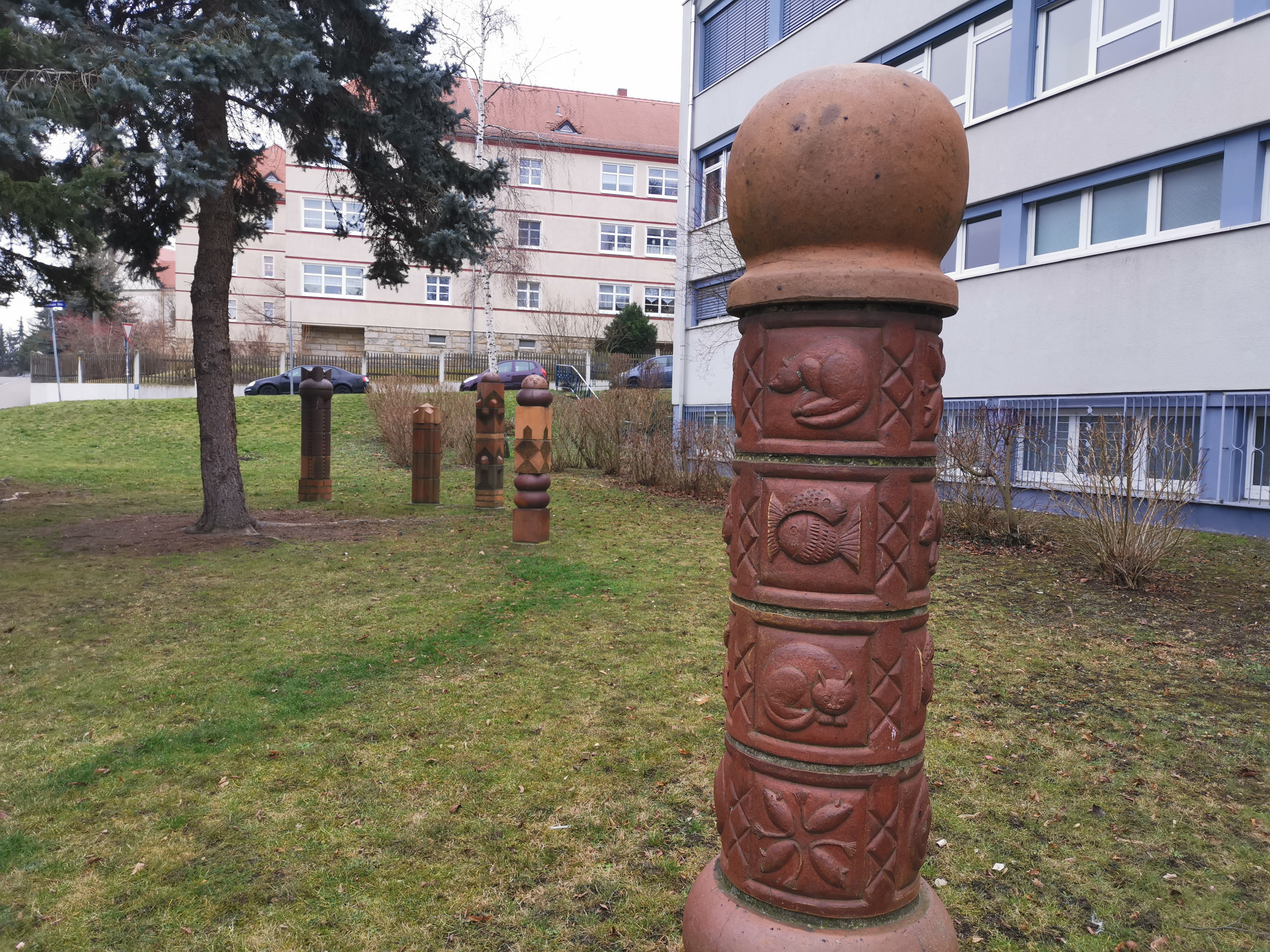
Tierplastiken

## Leben
Dieter Graupner absolvierte nach der Schulzeit von 1954 bis 1956 eine Ausbildung zum Maurer und Fliesenleger mit Facharbeiterabschluss. Von 1960 bis 1964 folgte ein Studium an der Fachschule für angewandte Kunst Heiligendamm, Fachrichtung Baukeramik. Im Jahr 1964 wurde er Mitglied der Produktionsgenossenschaft Bildender Künstler „Kunst am Bau“ (was er bis 1999 blieb). Bis 1990 war er Mitglied im Verband Bildender Künstler der DDR.
Seine Werke sind in Dresden, Cottbus, Halle, Berlin und Jena im öffentlichen Raum zu finden. Beim Wiederaufbau der Dresdner Frauenkirche wirkte er mit anderen Bildhauern an der Wiederherstellung der plastischen Werke und als Restaurator mit. Über die Dauer von fünf Jahrzehnten arbeitete er an der baubezogenen Kunst und setzte die Gesetzmäßigkeiten von Formgebung und Material im Gleichnis von Farbe und Licht in Szene. Sein Wirken zu DDR-Zeiten bezog sich nicht nur auf die großen Städte wie Dresden, Berlin und Cottbus, seine Werke finden sich auch in kleineren Städten wie Merseburg oder Ilmenau. Von ihm finden sich Wandbilder, Brunnen, Figurengruppen und Reliefs aus Steinzeug, Beton und Keramik im öffentlichen Raum. Mit Beginn der 1990er Jahre wandte er sich der Gouachemalerei zu und entwickelte dabei eine vielfältige farbliche und formgestalterische Wirkung beim Betrachten der diversen Bildquadrate.

## Werke (Auswahl)
- 1966/1967: freistehende Reliefwand, Keramik; Dresden, Prager Straße[7]

- 1964: Strukturwand, im ehemaligen Kinderkaufhaus Dresden
- 1966/1967: Strukturwand aus Keramikelementen, Dresden, Prager Straße[8]
- 1968: Strukturwand, ehemaliges Newa-Hotel Dresden, mit Karl-Heinz Adler
- 1973: Strukturwand an der Mensa der TH Leuna-Merseburg (heute Hochschule Merseburg)[5]
- 1977: Keramikfiguren, für Kindergarten in Dresden-Gorbitz, Asternweg 1
- 1987: „Märchenbrunnen“, Amalie-Dietrich-Platz, Dresden-Gorbitz; nach dem Tod des Bildhauers Karl Schönherr mit Egmar Ponndorf fertiggestellt[9]
- 1987: Wildschweine, für die Berliner Gartenschau 1987[10]
- Drei Pferde, Kunststein; Cottbus, Am kleinen Spreewehr[11]

## Ausstellungen (mutmaßlich unvollständig)
- 1972, 1974, 1979 und 1985: Dresden, Bezirkskunstausstellungen
- 1982/1983: Dresden, IX. Kunstausstellung der DDR